# Sonny Boy Williamson I
Sonny Boy Williamson I, född John Lee Curtis Williamson 30 mars 1914 i Jackson i Tennessee, död 1 juni 1948, var en amerikansk bluesmunspelare. 
Han första inspelning, "Good Morning, School Girl", var en hit 1937. Han blev vitt känd runt hela sydöstra USA och hans namn var praktiskt taget liktydig med munspelsblues under det närmsta decenniet. Till andra kända inspelningar hör "Shake the Boogie", "You Better Cut That Out", "Sloppy Drunk" och "Early in the Morning".
Rhytm and Blues börjar här, den uppfattas snabbt av Afro- Amerikansk medelklass i urban miljö, första vågen av R&B går här, med J.L.Curtis senare produktion.  
Williamson blev mördad 1948, på vägen hem från en spelning. Han är begravd i Old Blairs Chapel Church, sydväst om Jackson, Tennessee. Där kan hans anlete ses som staty.